# Helix Bridge
L'Helix Bridge, ufficialmente The Helix e precedentemente noto come Double Helix Bridge, è un ponte pedonale a struttura reticolare, che collega il Marina Center con Marina South nell'area di Marina Bay a Singapore.

## Descrizione
Progettato dalla Arup insieme alla Cox Architecture, è stato ufficialmente inaugurato il 24 aprile 2010 alle 21:00, tuttavia solo la metà struttura è stata aperta al pubblico a causa di lavori in corso al Marina Bay Sands. Si trova accanto al Benjamin Sheares Bridge ed al Bayfront Bridge. Il ponte nella sua forma completa è stato inaugurato il 18 luglio 2010. Realizzato come passerella pedonale intorno alla Marina Bay, la forma richiama quella della spirale del DNA. Ha vinto il premio "Miglior edificio di trasporto al mondo" ai World Architecture Festival Awards. È stato anche premiato dalla Building and Construction Authority (BCA) ai BCA Design and Engineering Safety Excellence Awards nel 2011.